# Кувшинская Салма
Кувшинская Салма — населённый пункт в составе городского округа ЗАТО Александровск (до 2008 года — в составе ЗАТО Скалистый). Образован 12 декабря 1921 года приказом Мурманского губотдела Всероссийского Чрезвычайного комитета № 198, как «пункт базирования отряда сторожевых кораблей по охране морских границ на Севере страны». С июля 1992 года вошёл в состав ЗАТО. Назван по проливу на котором расположен — Кувшинская салма. В посёлке есть библиотека, музыкальная школа, детский сад, средняя школа № 281. Но все это было построено позже, а в 1979-80-е годы здесь также служили сухопутные «пограничники» ссылаемые со всего КСЗПО за провинности (вместо отсылки в дисциплинарные батальоны, дедовщина процветала). И занимались они строительством жилых домов для офицеров и их семей. Но строили — как могли. Герб посёлка утверждён в октябре 1995 года.
Название посёлка Кувшинская Салма происходит от одноимённого пролива. Название пролива дано по острову Кувшин обозначенному на гербе символично в виде чёрного поля с Кувшином и слова Салма, по-саамски пролив, что проходит между островами Кувшин и Торос. Якорь на гербе обозначает присутствие в посёлке базы морских пограничников, в данном месте базировалась 1-я Отдельная бригада сторожевых кораблей (1ОБСКР) пограничных войск, старейшее пограничное соединение СССР, существующее здесь с 1921 года.
В конце 1997 года на территории базы проходили съёмки документального фильма «Повинность» Александра Сокурова. В фильме от лица командира корабля рассказывается о нелёгкой службе в суровых климатических условиях севера.
В 2003 году на территории посёлка проходили съёмки фильма «Конвой PQ-17», основанного на романе Валентина Пикуля «Реквием каравану PQ-17».

## Население
| 2002 | 2010 |
| ---- | ---- |
| 860  | ↘0   |

По данным Всероссийской переписи населения 2010 года население, проживающее на территории населённого пункта отсутствует.